# Ilona Maher
Pour les articles homonymes, voir Maher.

a Compétitions nationales et continentales officielles uniquement.

b Matchs officiels uniquement.
Ilona Maher, née le 12 août 1996 à Burlington (États-Unis), est une joueuse internationale américaine de rugby à XV et internationale de rugby à sept. Elle joue en Angleterre aux Bristol Bears.
Elle est médaillée de bronze lors du tournoi de rugby à sept des Jeux olympiques de 2024.

## Biographie

### Carrière sportive
Ilona Maher naît le 12 août 1996 à Burlington dans le Vermont aux États-Unis.
Après avoir fait du hockey sur gazon, du softball et du basket-ball, Ilona Maher se tourne vers le rugby à XV à l'âge de 17 ans lors de sa dernière année de lycée. L'année suivante, elle entre à l'université Quinnipiac pour devenir infirmière comme sa mère. Son père a joué au rugby pour le Saint Michael's College. Durant sa scolarité là-bas, elle est la capitaine de l'équipe de rugby qui remporte le titre de la National Intercollegiate Rugby Association (NIRA). En 2017, elle reçoit le MA Sorensen Award remis à la meilleure joueuse de rugby universitaire.
Maher fait ses débuts internationaux avec les États-Unis en rugby à sept en participant à la Coupe du monde 2018 à San Francisco et en rugby à XV lors d'un match contre le Canada en novembre 2021,. Sélectionnée pour les Jeux olympiques d'été de 2020 avec l'équipe américaine, cette dernière est éliminée en quart de finale par les Britanniques, perdant toute chance de médaille. En 2022, elle présente une conférence TED durant laquelle elle raconte comment cette défaite a été une « grosse désillusion » et qu'elle s'est demandé si cela valait le coup de tenter de se qualifier pour Paris 2024,. La même année, elle est sélectionnée pour participer à la Coupe du monde de rugby à sept.
Lors des Jeux panaméricains de 2023, elle est médaillée d'or après que son équipe a battu les Canadiennes en finale 19 à 12, quatre ans après avoir perdu en finale des Jeux panaméricains de 2019 face à cette même équipe canadienne.
Membre de l'équipe des États-Unis aux Jeux olympiques d'été de 2024, avec ses coéquipières, elles remportent la médaille de bronze en battant les Australiennes 14 à 12. C'est la première fois que les États-Unis montent sur le podium olympique en rugby à sept féminin.
En juillet 2024, elle lance sa propre marque de soins nommée Medalist en collaboration avec la nageuse Ann Ragan Kearns, une marque créée spécialement pour les athlètes.
Au mois de décembre 2024, elle se lance dans le rugby à XV professionnel en Championnat d'Angleterre, avec les Bristol Bears. En mars suivant, il est annoncé qu'elle quitte le club anglais après sept matchs et quatre essais marqués. À la fin du mois, elle est sélectionnée pour la Pacific Four Series 2025.

### Succès sur les réseaux sociaux
Lors des Jeux olympiques d'été de 2024, elle devient une sensation sur les réseaux sociaux atteignant 1,4 million d'abonnés sur Instagram et 1,6 million sur TikTok à peine trois jours après le début des Jeux. À la fin de la compétition, elle atteint les 3,5 millions d'abonnés sur Instagram et devient la personnalité du rugby la plus suivie. 
Elle y partage des vidéos de son quotidien dans le village olympique de façon humoristique, créant une vidéo inspirée par Love Island ou encore en testant les lits en carton. Elle poste également des vidéos au sujet du mouvement body positive, après avoir été critiquée sur son physique, répondant à un internaute ayant critiqué son IMC : « J’ai un IMC de 30, je suis considérée comme en surpoids et je vais aux Jeux olympiques. Et pas vous. ».